# Varasdém Aravelênio
Varasdém Aravelênio (em armênio: Վարազդեն; romaniz.: Varazden) foi um nobre (nacarar) armênio do século V, membro da família Aravelênio, que esteve ativo no reinado do xainxá Isdigerdes II (r. 438–457).

## Nome
Varasdém (Վարազդեն, Varazden) é um nome de iraniana composto por Varaz e a partícula -den, "religião". Varaz (Վարազ) derivou do persa médio e parta Varaz (Warāz), que por sua vez derivou do avéstico Varaza (Warāza, "javali selvagem"). Foi registrado em grego como Barazes (em grego: Βαράζης, Barázēs), Uarazes (Ουαράζης, Ouarázēs) e Guraz (Γουραζ, Gouraz) e em latim como Varazes.

## Contexto

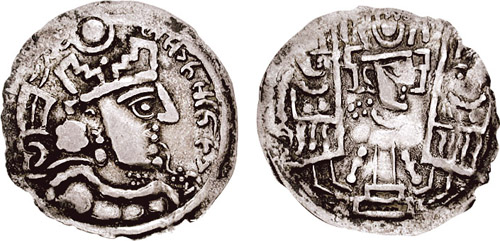
Dracma de r.

Em 428, os nacarares da Armênia peticionaram ao xainxá Vararanes V (r. 420–438) para que destronasse o rei Artaxias IV (r. 422–428) e abolisse a dinastia arsácida. Para governar o país, Vemir-Sapor foi nomeado como marzobã e e Vaanes II foi designado à tenência real. Vemir-Sapor morreu em 442, após uma administração considerada justa e liberal, na qual conseguiu manter a ordem sem ferir o sentimento nacional de frente. Vasaces I substituiu-o como marzobã. Vararanes permitiu a manutenção do cristianismo, enquanto procurava acabar com a influência do Império Bizantino sobre a Igreja da Armênia ao anexá-la à Igreja do Oriente. Contudo, seu filho e sucessor, Isdigerdes II (r. 438–457), era um pietista masdeísta e se comprometeu a impor o masdeísmo na Armênia, exigindo que a nobreza apostatasse e fundando templos de fogo sobre igrejas.

## Vida

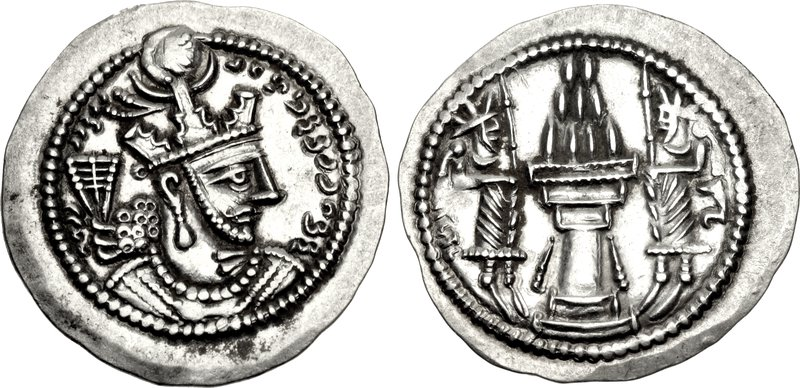
Dracma de r.

A parentela de Varasdém é desconhecida, exceto que pertencia à família Aravelênio. Em 450, quando Vardanes II liderou uma grande revolta contra a autoridade de Isdigerdes II, esteve entre os nobres que apoiaram a causa rebelde. Após a derrota armênia na Batalha de Avarair de 26 de maio de 451, esteve entre os nobres que aceitaram ir a Ctesifonte se submeter a Isdigerdes. Os nobres que foram ao Oriente permaneceram em cativeiro na Hircânia até 455, quando receberam permissão para retornar.